# Pontifical Romano-Germânico
O Pontificale Romano-Germanicum ("pontifical romano-germânico"), também conhecido como o PRG, é um conjunto de latino documentos da Católica litúrgica prática compilados em St. Alban Abbey, Mainz, sob o reinado de William (arcebispo de Mainz), em meados do século X, e um trabalho influente no estabelecimento da Igreja Católica na Europa. 
Estava em ampla circulação durante a Idade Média e foi usado como base para o moderno Pontifical Romano. Contém 258 Ordines que descrevem procedimentos eclesiásticos, incluindo ritos de ordenação, bênção, batismo, celebrações da Missa, confissão, etc. Possui um conteúdo significativo de romance: por exemplo, ritos e orações para o início da Quaresma, posteriormente amplamente adotados, que nada tinham a ver com a liturgia romana existente. 
O termo "Pontificale Romano-Germanicum" para este conjunto de documentos foi cunhado por seu descobridor, Michel Andrieu. A edição definitiva foi compilada pelo teólogo Cyrille Vogel e pelo historiador Reinhard Elze. 
Uma redação do texto, o Pontifical Cracoviense (Pontificale Cracoviense saeculi XI), que se acredita ter sido escrito em Tyniec no final do século XI, reside como MS 2057 na Biblioteca Jagiellonian em Cracóvia.